# 石神兼文
石神 兼文（いしがみ かねふみ、1916年8月11日 - 2011年4月27日）は、日本の法学者。鹿児島大学第6代学長・名誉教授。専門は民法、特に財産法。

## 人物
鹿児島県日置郡東市来村長里（現・日置市東市来町長里）にて生まれる。鹿児島県立伊集院中学校 (旧制)を経て、1935年3月に第七高等学校造士館 (旧制)文科甲類を卒業。1940年3月に東京帝国大学法学部政治学科を卒業して、大日本航空に入社するが、翌年3月に軍に現役入隊となり休職。1946年3月、復員。1947年10月から1950年10月まで、旧制鹿児島県立第二鹿児島中学校とその学制改革後の鹿児島県甲南高等学校にて教諭を務め、社会科の一般社会の授業を担当。
1950年10月からは鹿児島大学文理学部の助手となり、1954年2月より同学部講師、1956年3月より同助教授 。1960年4月に文理学部の分離再編により、法文学部助教授。1962年4月、教授に昇任し、1973年4月から1979年3月まで法文学部長も務めた。1979年4月に鹿児島大学大学院法学研究科が設置され、そちらも担当。鹿児島県の法曹界に多くの人材を輩出した。
1981年1月に鹿児島大学学長に就任し、1985年1月に再任（1985年10月からは翌年開学の鹿児島大学医療技術短期大学部学長も兼任）。学長在任中は人文社会系の充実、大学院の整備、医療技術短期大学部の開設に尽力。1987年1月、鹿児島大学学長任期満了により退職し、名誉教授。鹿児島県選挙管理委員長や県青年海外協力隊を支援する会会長も務めた。南日本新聞社専務だった石神兼康は弟。

## 栄典
1988年、勲二等旭日重光章受章。